# Marcey-les-Grèves

Marcey-les-Grèves este o comună în departamentul Manche, Franța. În 2009 avea o populație de 1261 de locuitori.